# Lycée Suger
Le lycée Suger est un établissement public local d'enseignement secondaire et supérieur situé dans le quartier du Franc-Moisin à Saint-Denis en Seine-Saint-Denis. Depuis 2010 il est labellisé « lycée des métiers de l'image et du son » et a noué de nombreux partenariats, avec notamment Radio France, le théâtre du Rond-Point, et l'Institut d'études politiques (Sciences Po)...

## Historique
Le lycée Suger a ouvert ses portes en 1994. Initialement lycée professionnel en centre-ville (lycée Le Corbillon), il devient lycée polyvalent et déménage sur son emplacement actuel, à mi-chemin entre le parc de la Légion d'honneur et le Stade de France. II accueille à son ouverture des filières générales, techniques et professionnelles. En 2000, le lycée Suger ouvre une section « Cinéma-audiovisuel », point de départ de la construction d'un pôle « Image et son » conséquent (350 élèves et étudiants formés chaque année).
Le lycée porte le nom de l'abbé de Saint-Denis et conseiller du roi au début du XIIe siècle. Suger est associé à la construction de la nation française, pour avoir participé à restaurer pacifiquement la justice dans les régions féodales déchirées. La construction de l’abbatiale de Saint-Denis lui doit beaucoup.

## Description
De la seconde à la terminale, le Lycée Suger propose 3 filières généralistes, 1 filière technologique, et 5 filières professionnelles. Une option de langue italienne renforcée (cursus ESABAC dès la classe de seconde) permet, après le bac, de poursuivre indifféremment des études en France ou en Italie. Le lycée est labélisé Erasmus + Un module de réadaptation (MORÉA) permet aux élèves ayant échoué deux fois au baccalauréat de tenter d'obtenir le diplôme.
Après le bac, le lycée propose également un Brevet de Technicien Supérieur (BTS, niveau Bac+2). Les 5 options du BTS Métiers de l'Audiovisuel sont enseignées en initiale dans un bâtiment construit pour les accueillir ouvert en 2011. 
| Niveau | Filière         | Nom | Effectif |
| ------ | --------------- | --- | -------- |
| Bac    | généraliste     | Littéraire | 50       |
| Bac    | généraliste     | Économique et social | 50       |
| Bac    | généraliste     | Scientifique | 50       |
| Bac    | technologique   | Sciences et technologies du management et de la gestion (STMG) | 60       |
| Bac    | professionnelle | Accueil et relations avec clients et usagers |          |
| Bac    | professionnelle | Commerce |          |
| Bac    | professionnelle | Gestion-administration |          |
| Bac    | professionnelle | Vente |          |
| Bac    | professionnelle | Photographie | 25       |
| Bac+2  | technologique   | Métiers de l'audiovisuel (5 options: « Métiers du son », « Gestion de production », « Montage et post-production », « Métiers de l’image », « Technique d'Ingénieurie et d'Exploitation des Equipements ») | 60       |
|        | MOREA           | Module de réadaptation pour 3e passage du baccalauréat | 25       |
|        | FCIL            | Audiovisuel et événementiel | 25       |
| FC     | professionnelle | Montage et son |          |
| FC     | professionnelle | Travaux paysagers |          |
| FC     | professionnelle | Formations de perfectionnement pour les salariés et les agents des collectivités territoriales d'Île-de-France                                                                                             |          |

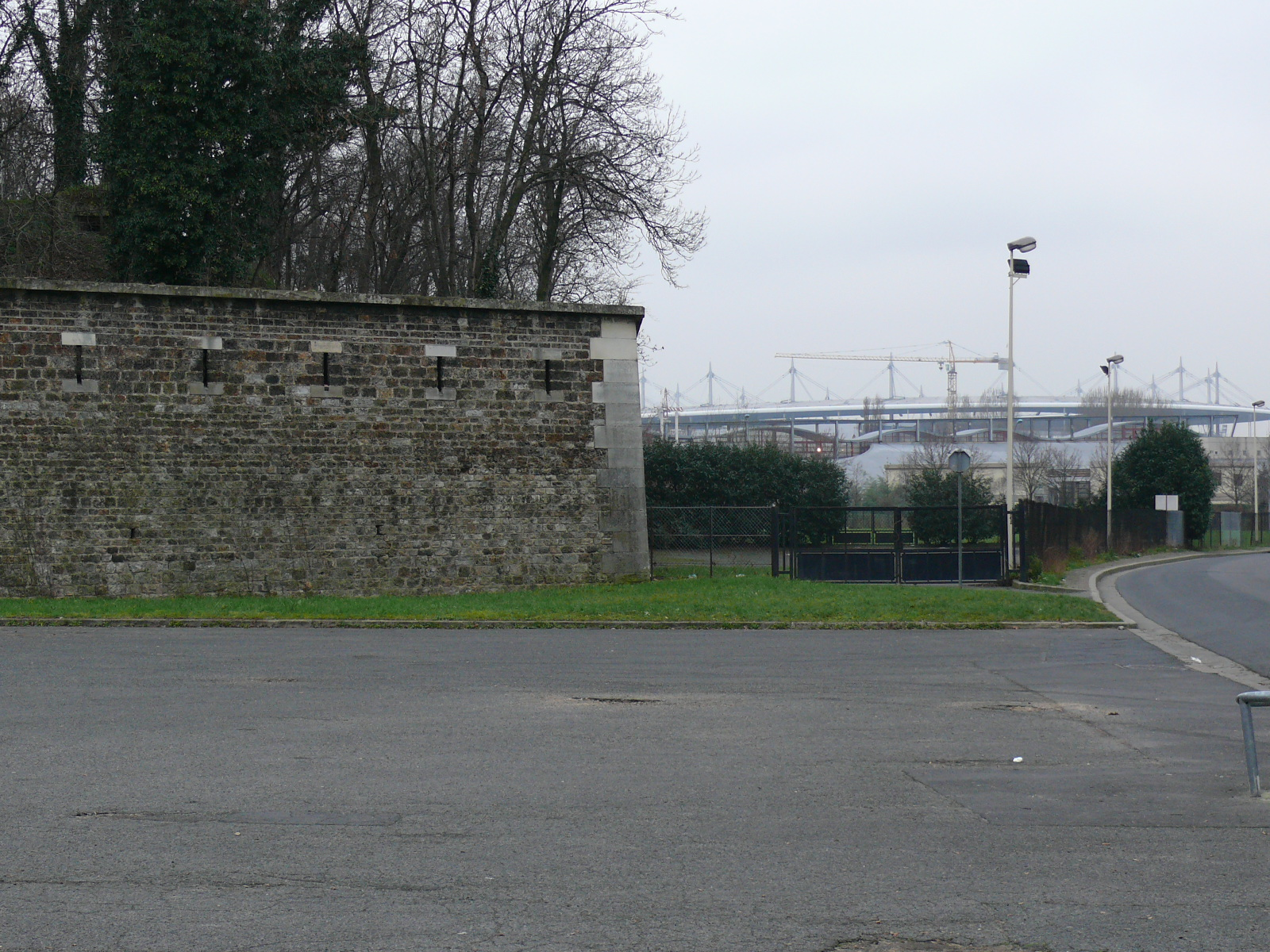
Saint-Denis, les abords du Fort de l'Est (1841-1843). Au fonds, les ondulations de la toiture du lycée Suger et celle du Stade de France.

Le lycée a organisé un Pôle « Image et son », qui regroupe tous les enseignements de niveau secondaire en « Cinéma–audiovisuel » et « Photographie » (options de la Seconde à la Terminale) et de niveau supérieur en « BTS Métiers de l'audiovisuel ». Ce pôle s'est concrétisé en 2011 par la construction d'un nouveau bâtiment de 6 000 m2 dessiné par Cyril Travier du cabinet Jacques-Ripault, au coût de 20 millions d'euros (financé par la région Île-de-France), avec un amphithéâtre de 170 places, deux plateaux de tournage avec régie, deux salles de cours de montage vidéo équipée de 27 poste réparties en 13 et 3 box dédiés, une salle de post-production pour le son avec box de mixage indépendants, un studio pour le son d'enregistrement et un studio de bruitage avec régie, un nodal central, deux studios pour la photo, trois salles de retouche photo, et des salles dédiées aux enseignements technologiques et artistiques.
En parallèle, le lycée accueille des formations continues (FC) pour adultes, proposées par le GRETA (Groupement d'établissements : organisme de formation professionnelle des adultes de l'Éducation nationale) dans les domaines de l'horticulture et du paysage (CAPA « Travaux paysagers », « Formations de perfectionnement pour les salariés et les agents des collectivités territoriales d'Ile-de-France »)
En 2015, le taux de réussite au baccalauréat général et technologique s'élève à 64%. Lancé en 2001, le BTS est extrêmement sélectif (4 600 demandes pour 60 places) et le taux de réussite élevé compris entre 90 et 100% en fonction des options (95 %).